# Schlosstheater Ludwigsburg

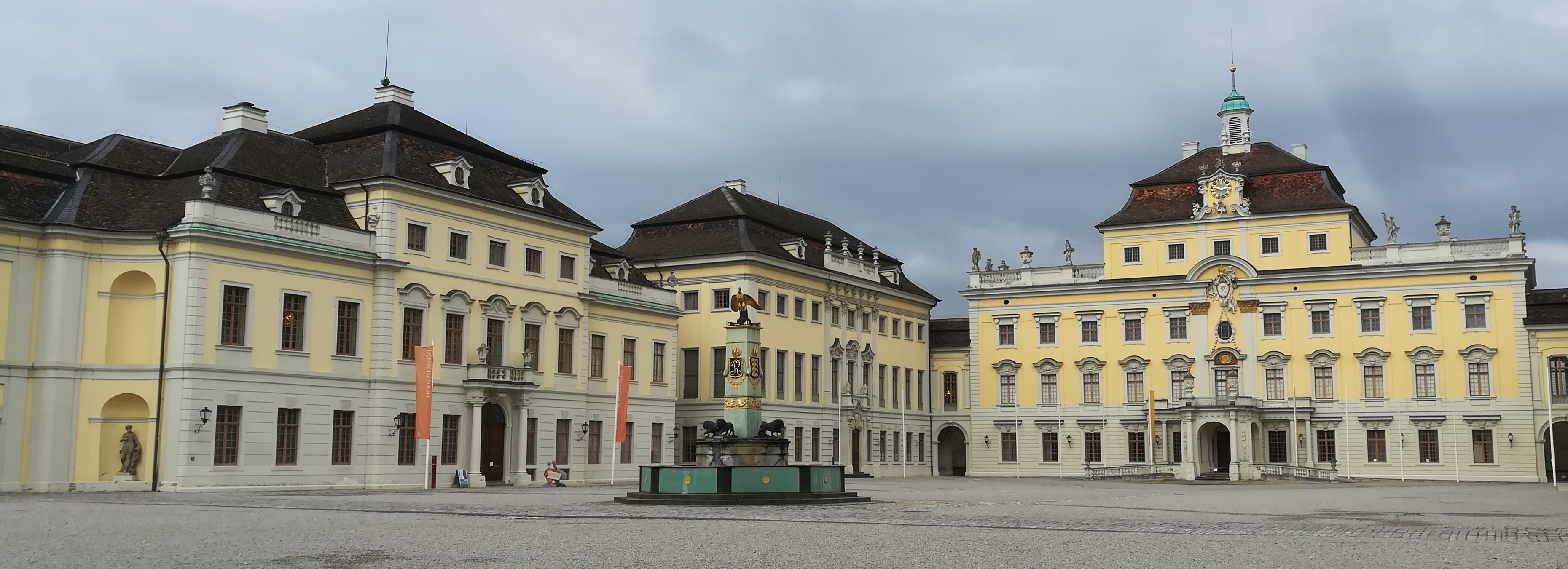
Schloss Ludwigsburg, Innenhof, Blick zum Alten Corps de Logis

Das barocke Schlosstheater in Ludwigsburg ist Teil der Residenz der Herzöge und späteren Könige von Württemberg. Viele originale Ausstattungsteile blieben durch eine Verlegung der Residenz im 19. Jahrhundert bis heute erhalten. Erst seit etwa 1930 werden die Räume wieder für Aufführungen, überwiegend Mozartinszenierungen, genutzt.

## Das Theater als Teil des Hoflebens

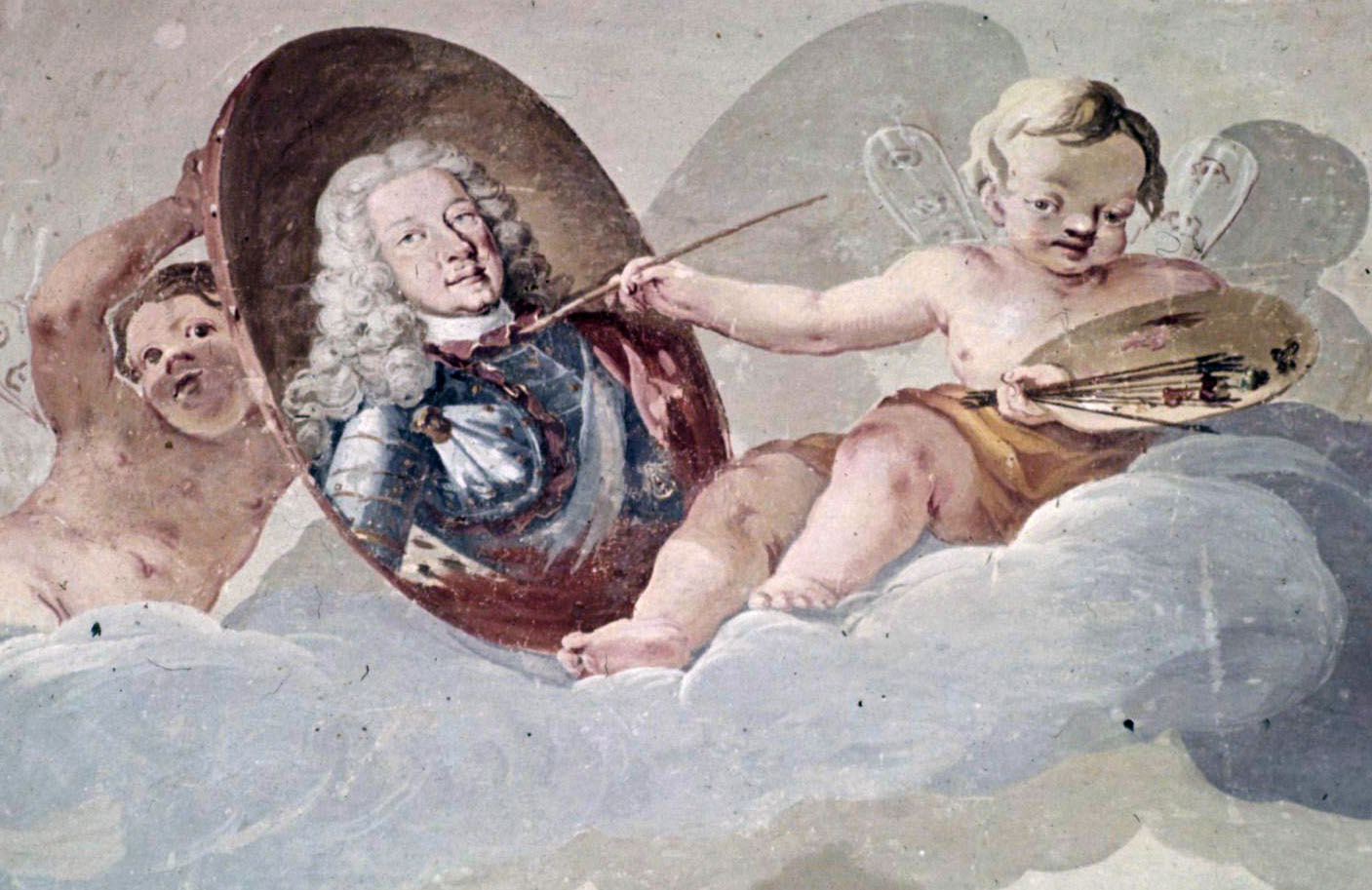
Ein Putto malt das Porträt des Herzogs Eberhard Ludwig, Wandbild von Luca Antonio Colombo im Schloss Ludwigsburg, 1711

Das Theater wurde als Komödienhaus unter Herzog Eberhard Ludwig errichtet. Es werden frühere Spielorte in der Orangerie und Sälen des Schlosses vermutet. Schon vor seiner Fertigstellung sind Engagements von französischen und deutschen Compagnien nachgewiesen. Die gesamte Schlossanlage wuchs über Jahrzehnte zu einem der größten barocken Schlösser Deutschlands. Westlich daneben wurde die Stadt Ludwigsburg, früher ein kleines Dorf, als auf die Residenz ausgerichtete Planstadt ausgebaut. Zeitweise war Ludwigsburg anstelle Stuttgarts die Residenz- und Hauptstadt des Herzogtums Württemberg.
Das Theater wurde ab 1758 von Philippe de La Guêpière während der Herrschaft von Herzog Carl Eugen eingerichtet. Am 23. Mai 1758 fand die erste Aufführung auf der Bühne statt. Auch der Herzog spielte in Stücken, die zu seinem Ruhm in Anspielung auf antike Götter und Helden angelegten waren (siehe Hoftheater), die Hauptrolle selbst. Die Familien- oder Hofmitglieder erfreuten sich an selbst ausgedachten und aufgestellten lebenden Bildern.
Herzog Friedrich II. (später als König Friedrich I.) ließ ab 1802 den Zuschauerraum von Nikolaus Friedrich von Thouret im klassizistischen Stil der damaligen Mode (später nach Napoléon Empirestil benannt) umgestalten. Das Theater erhielt mit der Königsloge sozusagen eine zweite Bühne. Das Publikum im (unbestuhlten) Parkett war frei, welchem Schauspiel es sich beim Umherwandeln zuwenden wollte.
Das 18. Jahrhundert sah in Württemberg mehrmals junge absolutistische Herrscher, die an fremden Höfen erzogen worden waren und nun an ihrem Hof ebensolche „Luxusgebäude“ einrichten und nutzen wollten. Schloss Versailles wurde Maßstab für einen deutschen Regionalfürsten. Die Herzöge Eberhard Ludwig und Carl Eugen liebten mehrtägige Hoffeste, Jagden mit Banketten, abendlichen Bälle und Theateraufführungen. 1803 gab es dann Feierlichkeiten anlässlich der Ernennung von Herzog Friedrich II. zum Kurfürsten und 1806 zum ersten König Württembergs.
1840 eröffnete, mit Verlegung der Residenz, quasi als Nachfolgebau das Wilhelma-Theater in Stuttgart. Ludwigsburg verfiel in einen Dornröschenschlaf.

## Baugeschichte
Der als Stuckateur ausgebildete Donato Giuseppe Frisoni plante als Hofbaumeister ab 1715 zusätzliche Flügelbauten, die Schlosskirche und einen Ordenssaal, im Westen den Festinbau und im Osten den Theaterbau. Die beiden letzteren zwar außerhalb des Quadratrasters aber streng spiegelsymmetrisch. Dessen Vorbild war möglicherweise das Markgräfliche Opernhaus in Bayreuth. Das dortige Opernhaus wurde anlässlich der Vermählung der Tochter des Markgrafenpaares Elisabeth Frederike Sophie mit Herzog Carl Eugen 1748 eingeweiht. Beide Neubauten fassen den Ehrenhof ein und betonen ihn.
Schließlich errichtete man gegenüber dem bisherigen Hauptgebäude, dem „Alten Corps de Logis“, einen neuen Hauptbau. Damit war einer der prächtigsten europäischen Höfe in Form eines geschlossenen Quadrats um den Ehrenhof entstanden, das etwa 400 Räume einschloss. Das Schloss ist auf drei Seiten von einer großen Parkanlage mit französischem und englischem Garten und dem Übergang zu diversen Jagdanlagen umgeben.
Heute führt an der vierten Seite eine belebte vierspurige Hauptstraße vorbei.

### Gebäude
Es handelt sich um ein freistehendes dreistöckiges Gebäude mit Dachstock mit doppelten Walmdach. In Höhe und Stockwerkseinteilung passt es genau zu dem davorstehenden Querbauwerk. Ein zweistöckiger Verbindungsgang mit einem Durchgang auf Bodenniveau bindet es an die Schlossanlage an.
Die Dachgauben des 6 m hohen Mansarddachs weisen hier nicht auf eine Wohnfunktion hin. Der Donnerschacht, ein kaminartiger Resonanzraum, wurde 1945 bei einem Luftangriff fast der Ausgangspunkt eines Großbrandes. Ein Brandsatz war hineingefallen. Im letzten Moment konnte das Feuer gelöscht werden, das schon auf den Dachstuhl übergegriffen hatte. Das Haus selbst ist nicht beheizt.
Unter Bühne und Zuschauerlogen befinden sich zwei niedrige Geschosse mit Technik und Garderoben.
Darunter befindet sich der Burgunderkeller.
Seit 1928 gilt es als Baudenkmal, heute in der Gesamtheit als Kulturdenkmal.

## Bühnentechnik
Der Theatermaschinist Johann Christian Keim konstruierte die Bühnenmaschinerie. Diese erlaubt bis heute sekundenschnelle offene Verwandlungen (11 Sek.). Dazu kamen technisch-sinnliche Effekte durch Regen- und Windmaschinen, einen Donnerschacht und reizvolle Überraschungen durch Versenkungen und Schieber (Deus-ex-machina-Effekte).
Der Austausch der Kulissen erfolgt durch das parallele Verschieben von zwei Serien von sechs Kulissenwagen auf beiden Seiten der Bühne. Sie werden durch eine verblüffend einfache Mechanik bewegt. Der gedrehte Wellbaum, im rechten Winkel unter der Bühne versteckt, wickelt Seile auf, die über eine Umlenkrolle die eine Gruppe von Kulissenwagen aus dem Blickfeld herausziehen und gleichzeitig die neuen Kulissen in das Blickfeld hineinbewegen. Für den Zuschauenden sieht das so aus, als würde der Bühnenrahmen an genau der gleichen Stelle von oben und der Seite her ersetzt. Die Wagen laufen auf einem unterhalb des Bühnenniveaus befindlichen Boden zwischen Führungsleisten. Dadurch bleibt die Bühne weitgehend frei von einsehbarer Mechanik. Ein separat vorher aufgezogenes Gewicht erleichtert diesen Umbau. Wie bei einem Uhrwerk läuft es nach unten und erledigt die Drehbewegung des Wellbaums.

## Kulissen und andere Ausstattungsteile
Die Kulissen sind auf Stoff gemalt. Sie konnten in einem Depot im Dachstock auf einer großen Trommel platzsparend aufbewahrt werden. Dafür sind heute noch 16 Garnituren verschiedener Original-Kulissen (Garten/Wingert, Säle, Dorf) vorhanden. Ursprünglich wurde zwischen den Hoftheatern (Grafeneck, Stuttgart, Teinach) hin und her getauscht.
1933 wurden bei einer denkmalpflegerischen Aufnahme noch 14 Prospekte (10 × 11 m), 1 Vorhang und 140 Kulissenteile festgestellt, die von 1987 bis 1995 restauriert wurden.

## Zuschauerraum
Der Zuschauerraum hat eine Glockenform mit drei Rängen, die senkrecht übereinander stehen. Die Königsloge geht über zwei Stockwerke und bietet etwa 15–20 Personen Platz. Der gesamte Raum ist ungefähr so tief wie die Bühne. Im Parterre war keine Bestuhlung vorgesehen.
Bereits Friedrich I. ließ in seine Loge eine Warmluftheizung einbauen. Heute kontrollieren Messfühler die Luftfeuchtigkeit und Temperaturen, da starke Schwankungen unbedingt vermieden werden müssen. Nur die Garderobenräume haben heute Radiator-Heizkörper. Ein Teil der übrigen Räume Abluftanlagen.
Ein zentraler Kronleuchter (95 kg) konnte im Dachboden zu Beginn jeder Aufführung durch eine große Öffnung in der Decke aus dem Blickfeld der Zuschauenden bewegt werden. Dazu diente ein separater Tretgöpel. Das ist ein Laufrad, in dem durch Menschenkraft ein Seil aufgewickelt wird. Dieses Gerät wurde renoviert und das Hanfseil aus Sicherheitsgründen durch ein Stahlseil ersetzt. Wahrscheinlich (weil mit einer Maximallast von 3 t sonst deutlich überdimensioniert) wurde damit früher auch der in den Spielen übliche Wolkenwagen, sei es für Ihre Majestät, sei es für die Hauptdarstellerin, bewegt. (Wir kennen das heute noch von den drei Knäblein in der Zauberflöte).

## Aufführungen mit europaweiter Ausstrahlung
Die Herzöge hatten mit den Ausgaben für das Theater ihren Werbezweck durchaus erreicht, weil die Aufführungen Zuschauer aus ganz Deutschland und den Nachbarstaaten bis aus Paris ins Württembergische herlockten.
Ab 1976 erfolgten allerdings für die damaligen Aufführungen massive Eingriffe in die Bausubstanz. Die Vorbühne wurde abgesägt, die Rampenbeleuchtung herausgerissen. Durch Heißluftgeräte wurde im Winter das gesamte Gebäude Temperaturschocks ausgesetzt, die zu Verformungen der Holzsubstanz führten. Äußerlich sichtbare Folge war das Abplatzen von Farbe und Stuck. 1985 folgt ein ähnlicher Heißluftversuch mit der Installation einer überdimensionierten Beleuchtung. 1986 werden die Kulissenwagen für eine Inszenierung demoliert. 1990 werden für eine Fernsehaufzeichnung der Entführung, wieder im Winter, enorme Temperatur- und Luftfeuchteschwankungen in Kauf genommen. Danach waren Teile der Schäden für jedermann sichtbar.

## Renovierung 1992–1998
1998 konnte das Schlosstheater nach sechsjähriger Restaurierung neu eröffnet werden. Seither bietet das architektonische und theatergeschichtliche Denkmal den jeweils bis zu 350 Zuschauern Platz für verschiedene Veranstaltungen.

### Bestandsaufnahme

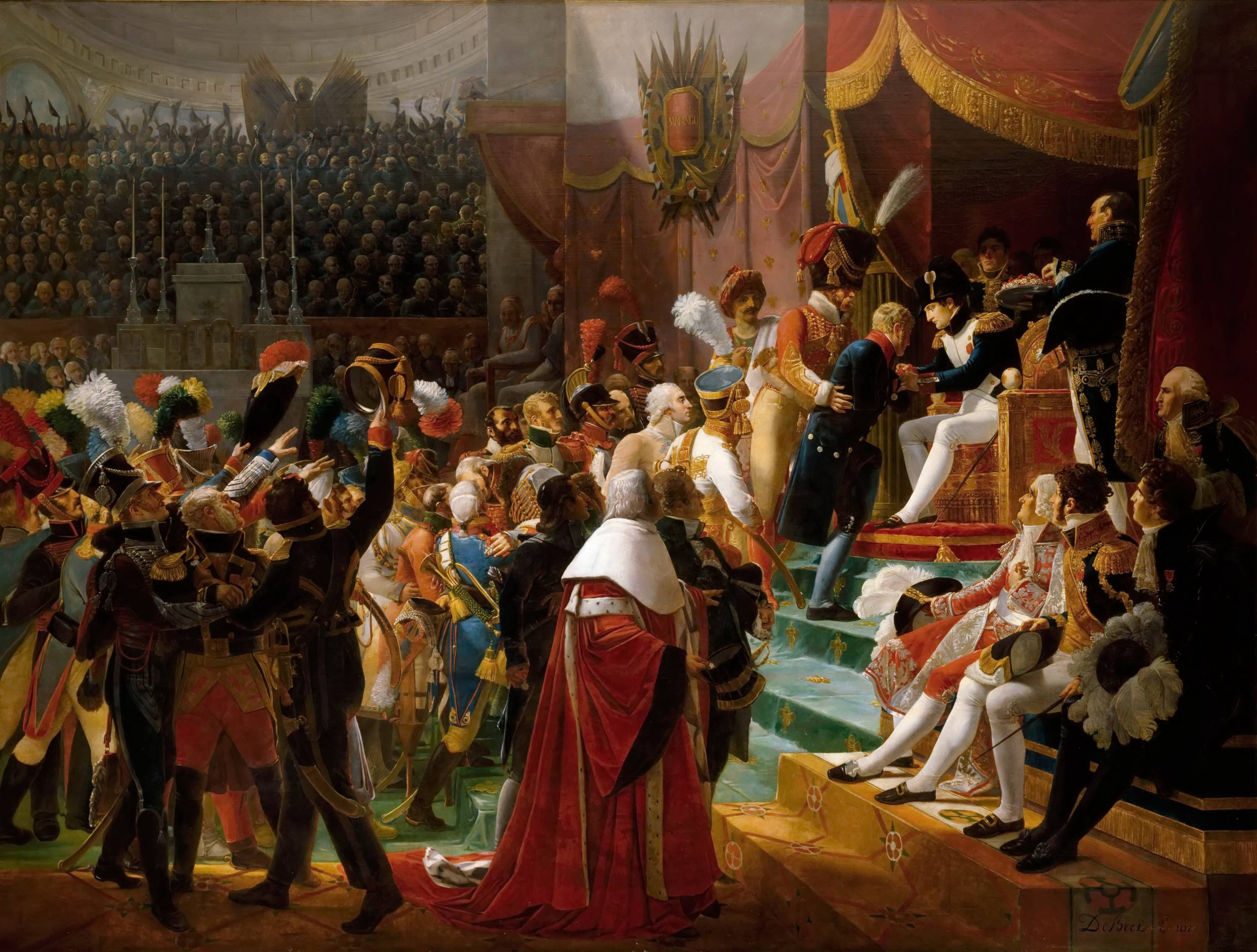
Inszenierung von Staatsakten (Napoleon, Verleihung der Ehrenlegion, um 1804)

1990/1991 wurden verschiedene Gutachten zur theatergeschichtlichen Bedeutung, zum Gebäude, zur Innenausstattung und zur möglichen Nutzung durch Babro Stribolt, Wolfgang Stopfel, Harald Zielske, Mechthild Stratmann und Emmanouil erstellt. Dem schloss sich 1992 der regionale Ministerrat (Ministerpräsident Erwin Teufel) an und gab umfassende Restaurierungen in Auftrag.

### Bauwerk
Das Bauwerk benötigte zum Teil einen Rückbau später Einbauten, zum Teil aber auch den Einbau neuer Künstlergarderoben, ein Not-Treppenhaus, Technik- und Sanitärräume. Die Fassaden mussten renoviert werden.
Auf den Einbau einer Heizung wurde bewusst verzichtet. Die Bespielung sollte künftig nur noch im Sommerhalbjahr erfolgen.
Zum Schutz des Füllmauerwerks mussten Drainagen angelegt werden. Werksteine an den Türen und Fenstern mussten durch ein Injektageverfahren gefestigt bzw. ersetzt werden. Die Putzflächen konnten größtenteils im Original erhalten werden. Nur einige früher nachgebesserte Zementputzflächen mussten durch passenden Sumpfkalk wieder ergänzt werden. Gemalte Scheinfenster konnten zum Teil gefestigt, ansonsten neu aufgemalt werden. Teile der Fassade wurden wieder mit Kalkfarbe im feuchten Putz gestrichen, große Teile allerdings mit einer Zwei-Komponenten-Mineralfarbe.
Alle Holzfenster konnten repariert werden und tragen teilweise noch die Originalbeschläge. Als Ersatz wird jetzt bei Glasschäden wieder mundgeblasenes Glas mit seiner typischen Spiegelung verwendet.
Der im Prinzip stabile, aufwändige Dachstock hatte vor allem Feuchtigkeitsschäden an den Auflage- und Gelenkpunkten, die zimmermannsmäßig auszubessern waren.

### Innenausbau
Der Zuschauerraum, ursprünglich von 1758, ist schon 1812 umgestaltet worden. Dabei kamen Teile des in Stuttgart abgebrochenen Reithaustheaters zur Weiterverwendung. Diese verschiedenen Materialien erschwerten die jetzige Restaurierung. Ziel war aber, dieser Gestaltung möglichst nahe zu kommen. Alte Farbreste wurden systematisch für die neue Farbgebung ausgewertet. Dies wurde etwas einfacher, weil viele Flächen durch die damals bereits eingesetzte und jetzt erneuerte Leinwandbespannung einheitlich wirken. Das Bühnenportal ist eine Holzkonstruktion mit drei Leinwandschichten, Grundierung und aufgeklebten Papier- bzw. Kartonlagen. Darauf wurden Genien, Masken und Medaillons mit Dichterfiguren aufgemalt. Viele der Bilder konnten im Original erhalten werden.
Natürlich sind die ursprünglichen Kerzenbeleuchtungen nicht wieder eingebaut worden. Die Verkabelung der Elektrizität wurde möglichst unsichtbar in Hohlräume gelegt. Kommunikationsmittel, Brand- und Gefahrenmelder nach dem heutigen Stand der Technik sind installiert worden.

### Behutsame Modernisierung der Bühnentechnik
Die weitgehend originalgetreue Bühnentechnik mit dem zentralen Wellbaum (anhand der Jahresringe konnte das Fälldatum 1756 bestimmt werden) unter der Bühne wurde behutsam modernisiert, zum Beispiel die Gleitlager der Kulissenwagen.
Bereits viel früher war die Öllampen-Beleuchtung der einzelnen Gassen und der Rampe, die durch ihr flackerndes Licht ganz eigene Wirkungen auf den Kulissen erzielten, durch die wesentlich billigere und sicherere Elektrizität ersetzt worden.
Die elektrische Beleuchtung über 120 Stromkreise kann heute elektronisch geregelt werden. Nur sind heute wieder die ursprünglichen Pfosten als Lampenträger für eine Niedervolthalogenbeleuchtung eingesetzt worden.
Die Maschinerie über der Bühne wurde modernisiert (niedriger Schnürboden). Einen Teil der Arbeit verrichten auf der linken Bühnenseite moderne Handwinden. Die Soffitten (Deckenkulissen) wurden originalgetreu wieder durch eine mittig angebrachten Welle paarweise abwechselnd gehoben und gesenkt. Ein Brandschutzvorhang wurde neu hinter dem restaurierten Hauptvorhang angebracht.
Die Prospekte als Bühnenhintergrund können nun mit drei modernen Lagerwalzen materialschonend auf- und abgerollt werden.

## Heutige Nutzung
Noch heute kann man – nach einer hundertjährigen Ruhephase im 19. Jahrhundert – im Rahmen der Ludwigsburger Schlossfestspiele Veranstaltungen im Schlosstheater des Residenzschloss Ludwigsburg erleben.

## Museum
In einem separaten kleinen Schlosstheater-Museum in einem der östlichen Flügelbauten sind die Restaurierung und der Bestand des Theaters dokumentiert. Das wichtigste Ausstellungsstück ist das Holzmodell von Martin Bohle (Maßstab 1:15; ca. 1 m × 1 m × 1,5 m Tiefe). Das alte Beleuchtungskonzept und Kulissenfragmente werden neben Texten, Videos, Materialproben und Musikbeispielen vorgestellt.